# Cypern i olympiska sommarspelen 2004
Cypern i olympiska sommarspelen 2004 bestod av 20 idrottare som blivit uttagna av Cyperns olympiska kommitté.

## Cykling

### Mountainbike
| Idrottare        | Gren                 | Tid     | Placering |
| ---------------- | -------------------- | ------- | --------- |
| Elina Sofocleous | Damernas terränglopp | -2 varv | 24        |

## Friidrott
Herrar
Bana, maraton och gång
| Idrottare             | Gren      | Heat     | Heat      | Kvartsfinal      | Kvartsfinal      | Semifinal        | Semifinal        | Final            | Final            |
| Idrottare             | Gren      | Resultat | Placering | Resultat         | Placering        | Resultat         | Placering        | Resultat         | Placering        |
| --------------------- | --------- | -------- | --------- | ---------------- | ---------------- | ---------------- | ---------------- | ---------------- | ---------------- |
| Prodromos Katsantonis | 100 meter | 10.50    | 5         | Gick inte vidare | Gick inte vidare | Gick inte vidare | Gick inte vidare | Gick inte vidare | Gick inte vidare |
| Anninos Marcoullides  | 200 meter | 23.94    | 7         | Gick inte vidare | Gick inte vidare | Gick inte vidare | Gick inte vidare | Gick inte vidare | Gick inte vidare |

Fältgrenar och tiokamp
| Idrottare        | Gren     | Kval     | Kval      | Final            | Final            |
| Idrottare        | Gren     | Resultat | Placering | Resultat         | Placering        |
| ---------------- | -------- | -------- | --------- | ---------------- | ---------------- |
| Kyriakos Ioannou | Höjdhopp | 2.25     | =18       | Gick inte vidare | Gick inte vidare |

Damer
Bana, maraton och gång
| Idrottare         | Gren           | Heat     | Heat      | Kvartsfinal | Kvartsfinal | Semifinal        | Semifinal        | Final            | Final            |
| Idrottare         | Gren           | Resultat | Placering | Resultat    | Placering   | Resultat         | Placering        | Resultat         | Placering        |
| ----------------- | -------------- | -------- | --------- | ----------- | ----------- | ---------------- | ---------------- | ---------------- | ---------------- |
| Marilia Gregoriou | 200 meter      | 23.23    | 4 Q       | 23.65       | 7           | Gick inte vidare | Gick inte vidare | Gick inte vidare | Gick inte vidare |
| Androula Sialou   | 400 meter häck | 55.02    | 4 q       | i.u.        | i.u.        | 1:05.72          | 8                | Gick inte vidare | Gick inte vidare |

Fältgrenar och sjukamp
| Idrottare    | Gren          | Kval     | Kval      | Final            | Final            |
| Idrottare    | Gren          | Resultat | Placering | Resultat         | Placering        |
| ------------ | ------------- | -------- | --------- | ---------------- | ---------------- |
| Anna Fitidou | Stavhopp      | 4.15     | =24       | Gick inte vidare | Gick inte vidare |
| Eleni Teloni | Släggkastning | NM       | x         | Gick inte vidare | Gick inte vidare |

## Judo
Herrar
| Idrottare                     | Gren              | Sextondelsfinal        | Åttondelsfinal       | Kvartsfinal          | Semifinal            | Återkval             | Final                | Final            |
| Idrottare                     | Gren              | Motståndare Resultat   | Motståndare Resultat | Motståndare Resultat | Motståndare Resultat | Motståndare Resultat | Motståndare Resultat | Placering        |
| ----------------------------- | ----------------- | ---------------------- | -------------------- | -------------------- | -------------------- | -------------------- | -------------------- | ---------------- |
| Christodoulos Christodoulides | Lättvikt (-73 kg) | Neto (POR) L 0010-0011 | Gick inte vidare     | Gick inte vidare     | Gick inte vidare     | Gick inte vidare     | Gick inte vidare     | Gick inte vidare |

## Segling
Herrar
| Seglare          | Gren    | Lopp | Lopp | Lopp | Lopp | Lopp | Lopp | Lopp | Lopp | Lopp | Lopp | Lopp | Summerad poäng | Finalplacering |
| Seglare          | Gren    | 1    | 2    | 3    | 4    | 5    | 6    | 7    | 8    | 9    | 10   | M*   | Summerad poäng | Finalplacering |
| ---------------- | ------- | ---- | ---- | ---- | ---- | ---- | ---- | ---- | ---- | ---- | ---- | ---- | -------------- | -------------- |
| Andreas Cariolou | Mistral | 3    | 21   | 6    | 20   | 7    | 18   | 13   | 11   | 24   | 16   | 21   | 136            | 13             |

M = Medaljlopp; EL = Eliminerad – gick inte vidare till medaljloppet;
Damer
| Seglare                 | Gren    | Lopp | Lopp | Lopp | Lopp | Lopp | Lopp | Lopp | Lopp | Lopp | Lopp | Lopp | Summerad poäng | Finalplacering |
| Seglare                 | Gren    | 1    | 2    | 3    | 4    | 5    | 6    | 7    | 8    | 9    | 10   | M*   | Summerad poäng | Finalplacering |
| ----------------------- | ------- | ---- | ---- | ---- | ---- | ---- | ---- | ---- | ---- | ---- | ---- | ---- | -------------- | -------------- |
| Gabriella Hadjidamianou | Mistral | 21   | DNF  | 18   | 23   | 16   | 19   | 19   | 17   | 22   | 23   | 17   | 195            | 21             |

M = Medaljlopp; EL = Eliminerad – gick inte vidare till medaljloppet;
Öppen
| Seglare            | Gren  | Lopp | Lopp | Lopp | Lopp | Lopp | Lopp | Lopp | Lopp | Lopp | Lopp | Lopp | Summerad poäng | Finalplacering |
| Seglare            | Gren  | 1    | 2    | 3    | 4    | 5    | 6    | 7    | 8    | 9    | 10   | M*   | Summerad poäng | Finalplacering |
| ------------------ | ----- | ---- | ---- | ---- | ---- | ---- | ---- | ---- | ---- | ---- | ---- | ---- | -------------- | -------------- |
| Haris Papadopoulos | Laser | 25   | DNS  | 27   | 9    | OCS  | 16   | 7    | 10   | 30   | 38   | 39   | 244            | 28             |

M = Medaljlopp; EL = Eliminerad – gick inte vidare till medaljloppet;

## Tennis
| Spelare          | Gren       | Omgång 1                          | Omgång 2                     | Åttondelsfinaler  | Kvartsfinaler     | Semifinaler       | Final / BM        | Final / BM       |
| Spelare          | Gren       | Motståndare Poäng                 | Motståndare Poäng            | Motståndare Poäng | Motståndare Poäng | Motståndare Poäng | Motståndare Poäng | Placering        |
| ---------------- | ---------- | --------------------------------- | ---------------------------- | ----------------- | ----------------- | ----------------- | ----------------- | ---------------- |
| Marcos Baghdatis | Herrsingel | Carraz (FRA) W 5–7, 7–6(7–5), 7–5 | Kiefer (GER) L 2–6, 6–3, 3–6 | Gick inte vidare  | Gick inte vidare  | Gick inte vidare  | Gick inte vidare  | Gick inte vidare |